# Liga Atlántica de Béisbol Profesional
La Liga Atlántica de Béisbol Profesional (ALPB) es una liga de béisbol profesional con sede en los Estados Unidos. Es una liga oficial asociada de las Grandes Ligas de Béisbol. Se encuentra en el Atlántico medio y sureste de los Estados Unidos, especialmente en las áreas metropolitanas más grandes de la megalópolis del noreste y las regiones de la Tríada de Piedmont y Área metropolitana de Charlotte de Carolina del Norte. Las oficinas de la Liga están ubicadas en Lancaster, Pensilvania.
La Liga Atlántica opera en ciudades que no son atendidas por equipos de Grandes Ligas de Béisbol (MLB) o Ligas Menores de Béisbol (MiLB); la mayor parte de sus equipos se encuentran dentro de los suburbios y exurbios demasiado cerca de otros equipos en el sistema organizado de béisbol tener franquicias de ligas menores de los suyos. La Liga Atlántica requiere que las ciudades tengan el mercado para un estadio de béisbol de 4,000 a 7,500 asientos y que las instalaciones se mantengan en o por encima de los estándares Triple-A. Cuando los clubes de la MLB firman a los profesionales de la Liga Atlántica, generalmente comienzan en sus afiliados Doble-A o Triple-A.
La liga usa un reloj de lanzamiento y limita el tiempo entre entradas en un esfuerzo por acelerar el juego. En 2019, la Atlantic League comenzó una asociación de tres años con Major League Baseball que le permitió a MLB implementar cambios en las reglas de juego de la Atlantic League, con el fin de observar los efectos de posibles cambios de reglas y equipos futuros. En 2020, la Atlantic League, junto con la Asociación Estadounidense, la Frontier League y la Pioneer League , expandieron este acuerdo para convertirse en una liga oficial de socios de la MLB.

## Historia
En 1998, la Liga Atlántica de Béisbol Profesional jugó su temporada inaugural, con equipos en Bridgewater, Newark y Atlantic City, Nueva Jersey; Nashua, Nueva Hampshire; Newburgh, Nueva York; y Bridgeport, Connecticut. La creación de la liga fue el resultado de la objeción de los Mets de Nueva York a la propuesta de Frank Boulton de trasladar a los ex Yankees de Albany-Coloniepor sus derechos territoriales en la región. Boulton, un nativo de Long Island, decidió crear una nueva liga que tendría un tope salarial más alto para sus jugadores y una temporada más larga que la mayoría de las otras organizaciones independientes de béisbol. Él modeló la Liga Atlántica a partir de la Liga de la Costa del Pacífico más antigua, con instalaciones que superan los estándares de nivel AAA. Boulton también enfatizó la contratación de jugadores con experiencia en las Grandes Ligas para todos los equipos de la Liga Atlántica, elevando el nivel de juego por encima de otras ligas independientes.
En 2010, la liga anunció que se expandiría a Sugar Land, Texas y agregaría su primera franquicia no ubicada en un estado de la costa atlántica. Los Sugar Land Skeeters comenzaron a jugar en 2012. En 2010, en medio de dificultades financieras, los Newark Bears se mudaron de la Liga Atlántica a la Liga Can-Am, dejando a Bridgeport Bluefish y Somerset Patriots como los únicos equipos que quedaban de la inauguración de la liga. En el verano de 2013, el entonces presidente de ALPB, Frank Boulton, anunció que renunciaría para poder dedicar más tiempo a operar los Long Island Ducks. Fue reemplazado por Rick White, ejecutivo de alto rango de las Grandes Ligas. El 8 de julio de 2015, la Liga Atlántica comenzó a usar pelotas de béisbol Rawlings con costuras rojas y azules, prácticamente sin usar en el deporte desde que la Liga Americana cambió el azul en sus costuras por rojo en 1934.
El 1 de septiembre de 2015, la Atlantic League anunció la aprobación condicional para que un equipo de expansión o un equipo reubicado juegue en New Britain, Connecticut durante la temporada 2016. El 21 de octubre de 2015, los Camden Riversharks anunciaron que cesarían sus operaciones inmediatamente debido a la imposibilidad de llegar a un acuerdo sobre los términos de arrendamiento con el propietario de Campbell's Field, la Autoridad de Mejoras del Condado de Camden. El equipo fue reemplazado por New Britain Bees para la temporada 2016. El 29 de mayo de 2016, Jennie Finch fue la gerente invitada del Bridgeport Bluefish de la liga, convirtiéndose así en la primera mujer en dirigir un equipo de béisbol profesional.
Poco antes de la conclusión de la temporada 2017, la ciudad de Bridgeport, Connecticut, votó para no continuar con el béisbol profesional en la ciudad y anunció planes para convertir The Ballpark at Harbor Yard en un anfiteatro musical; el Bridgeport Bluefish ha anunciado planes para reubicar a High Point, Carolina del Norte en 2019 cuando se ha completado la construcción de una nueva instalación de usos múltiples en High Point. Los funcionarios de la liga anunciaron el regreso de los Pennsylvania Road Warriors , un equipo de juego de visitantes, para mantener la liga en un par de ocho equipos mientras los Bluefish permanecen inactivos durante la temporada 2018.
La Liga Atlántica se considera generalmente como el béisbol más exitoso y de mayor nivel entre las ligas independientes. Dos exjugadores de la Liga Atlántica han sido incluidos en el Salón de la Fama del Béisbol: Tim Raines y Rickey Henderson. Otros ex y futuros peloteros notables de las Grandes Ligas que han jugado en la liga incluyen a Roger Clemens, Scott Kazmir, Dontrelle Willis, Juan González, Francisco Rodríguez, John Rocker y José Canseco, y varios otros han entrenado o dirigido, incluido Gary Carter, Tommy John, Bud Harrelson, Gary Gaetti y Sparky Lyle. La Atlantic League ha registrado consistentemente números de asistencia por juego y por temporada más altos que otros circuitos independientes, incluidos la Asociación Estadounidense , la Liga Can-Am y la Liga Frontier.
En 2015, la Atlantic League experimentó un momento decisivo para el béisbol independiente cuando firmó un acuerdo formal con Major League Baseball que puso por escrito las reglas que la ALPB seguiría al vender los contratos de sus jugadores a los clubes de MLB y sus afiliados. Esta fue la primera vez que MLB, que ha disfrutado de una exención antimonopolio otorgada por la Corte Suprema de los EE.UU Desde 1922, hizo un acuerdo formal o un reconocimiento de una liga de béisbol independiente.

### 2020
En 2020, debido a la pandemia de COVID-19, la liga anunció que no podría operar durante la temporada 2020 con los clubes de béisbol de 8 miembros actuales, cancelando así su temporada. Varios equipos (Somerset, York y Lancaster) no obtuvieron la aprobación necesaria de los funcionarios gubernamentales y de salud para abrir sus estadios al nivel de capacidad necesario para la competencia. Utilizaron sus estadios para albergar eventos recreativos y comunitarios, así como actividades de béisbol local donde se permitía. Mientras tanto, los Long Island Ducks, High Point Rockers y Southern Maryland Blue Crabs inicialmente intentaron asociarse con equipos de otras ligas para jugar una temporada de 70 juegos desde mediados de julio hasta finales de septiembre. Sin embargo, debido a las continuas restricciones y limitaciones de capacidad, finalmente decidieron suspender todas las actividades de béisbol para la temporada 2020. Los únicos equipos que jugaron en 2020 fueron los Sugar Land Skeeters, que crearían una nueva liga independiente de 4 equipos en Texas, con los 60 partidos jugados en el Constellation Field, y los Somerset Patriots, que jugaron partidos de fin de semana con un segundo equipo llamado el Blasters de Nueva Jersey.
En julio de 2020, la liga anunció la incorporación de una nueva franquicia en Gastonia, Carolina del Norte, a partir de 2021; será el segundo equipo de la liga con sede en Carolina del Norte.
En noviembre de 2020, la Liga Atlántica perdió su última franquicia charter y su franquicia más occidental cuando ambos equipos se convirtieron en afiliados oficiales de ligas menores. El 7 de noviembre, los Somerset Patriots anunciaron que dejarían la liga para unirse a la Liga Oriental afiliada a la MLB, donde reemplazarán al Trenton Thunder como filial Doble-A de los New York Yankees. Aproximadamente dos semanas después, los Houston Astros anunciaron que habían comprado una participación mayoritaria en Sugar Land Skeeters y, como resultado, los Skeeters se convertirían en la filial Triple-A de los Astros y se unirían a laLiga de la Costa del Pacífico.
El 18 de febrero de 2021, la liga anunció la incorporación de Lexington Legends, anteriormente la filial de Clase A de la Liga del Atlántico Sur de los Kansas City Royals, para la temporada 2021. El West Virginia Power, también exmiembro de la Liga del Atlántico Sur Clase A, anunció su traslado a la liga el 24 de febrero de 2021.

### Reglas experimentales

#### 2019
En marzo de 2019, la Liga Atlántica y la Liga Mayor de Béisbol llegaron a un acuerdo para probar varios cambios en las reglas durante la temporada de la Liga Atlántica 2019:
- Uso de un sistema de seguimiento por radar para ayudar a los árbitros a cantar bolas y strikes.

- Reducir el tiempo entre medias entradas en 20 segundos, de 2 minutos 5 segundos a 1:45.

- Requerir que los lanzadores se enfrenten al menos a tres bateadores
  - Excepciones: el lado está retirado o lesionado.

- Prohibición de visitas a montículos
  - Excepciones: cambio de pitcheo o por problemas médicos

- Restringir los turnos dentro del campo
  - Se deben colocar dos jugadores de cuadro a cada lado de la segunda base.

- Aumentar el tamaño de las bases de 15 pulgadas (38 cm) a 18 pulgadas (46 cm)
  - El tamaño del plato de home no se modifica.

- Mover la goma de lanzamiento en el montículo del lanzador hacia atrás 24 pulgadas (61 cm)
  - Este cambio habría entrado en vigor en la segunda mitad de la temporada.

En abril de 2019, se retrasó la aplicación de dos de los cambios:
- El sistema de seguimiento para cantar bolas y strikes "se implementará gradualmente a lo largo de la temporada 2019".

- Mover la goma de lanzar hacia atrás no ocurrirá hasta la segunda mitad de la temporada 2020 de la Liga Atlántica; este cambio de regla nunca se implementó.

El sistema de seguimiento para cantar bolas y strikes se introdujo en el juego de estrellas de la liga el 10 de julio. Además de los cambios en las reglas mencionados anteriormente, los cambios adicionales que se están implementando para la segunda mitad de la temporada 2019 de la liga son:
- Se requiere que los lanzadores se bajen de la goma para intentar el saque

Se permite un toque de falta con dos strikes.
- Los bateadores pueden "robar" la primera base.

- - "Cualquier bola lanzada que no sea atrapada por el receptor estará sujeta a las mismas reglas de carrera de base para el bateador que un tercer strike no atrapado, con la excepción de la primera base ocupada con menos de dos outs de exclusión".

- " Check swings " más amigable para el bateador.
  - "Al tomar su decisión, el árbitro de base debe determinar si las muñecas del bateador 'giraron' durante un intento de golpear la pelota y, de no ser así, llamar al lanzamiento una pelota".

#### 2021
La Atlantic League y MLB anunciaron conjuntamente que la primera adoptaría varias reglas experimentales adicionales para la temporada 2021:
- El sistema automatizado de llamadas de golpes de pelota introducido para 2019 seguirá en uso, pero se modificará. La zona de strike, que había sido un espacio tridimensional sobre el plato de home en 2019, cambiará a un espacio bidimensional medido al frente del plato de home.

- Una regla de "doble gancho" estará en vigor durante toda la temporada. Bajo esta regla, una vez que un equipo quita a su lanzador abridor, pierde el derecho a usar un bateador designado por el resto del juego.

- Durante la segunda mitad de la temporada (a partir del 3 de agosto), la goma del lanzador se moverá hacia atrás 1 pie (30 cm), haciendo que la distancia entre el borde delantero de la goma y el punto trasero del plato de home sea de 61 pies y 6 pulgadas ( 18,75 m).

## Equipos
| División       | Equipo                       | Fundación | Primera temporada | Ciudad                          | Estadio                       | Capacidad |
| -------------- | ---------------------------- | --------- | ----------------- | ------------------------------- | ----------------------------- | --------- |
| División Norte | Lancaster Barnstormers       | 2003      | 2005              | Lancaster, Pensilvania          | Clipper Magazine Stadium      | 8,000     |
| División Norte | Long Island Ducks            | 1998      | 2000              | Central Islip, Nueva York       | Fairfield Properties Ballpark | 8,002     |
| División Norte | Southern Maryland Blue Crabs | 2006      | 2008              | Waldorf, Maryland               | Regency Furniture Stadium     | 7,200     |
| División Norte | Staten Island FerryHawks     | 2021      | 2022              | Staten Island, Nueva York       | Richmond County Bank Ballpark | 8,171     |
| División Norte | York Revolution              | 2006      | 2007              | York, Pensilvania               | PeoplesBank Park              | 7,200     |
| División Sur   | Charleston Dirty Birds       | 1987      | 2021              | Charleston, Virginia Occidental | Appalachian Power Park        | 8,500     |
| División Sur   | Gastonia Honey Hunters       | 2020      | 2021              | Gastonia, Carolina del Norte    | CaroMont Health Park          | 5,000     |
| División Sur   | High Point Rockers           | 2018      | 2019              | High Point, Carolina del Norte  | Truist Point                  | 8,500     |
| División Sur   | Lexington Legends            | 2001      | 2021              | Lexington, Kentucky             | Wild Health Field             | 9,994     |
| División Sur   | Wild Health Genomes          | 2021      | 2022              | Lexington, Kentucky             | Wild Health Field             | 9,994     |

## Campeones
| Año  | Campeón                                | Subcampeón                             | Resultados                             | MVP de la Serie de Campeonato          |                                        |
| ---- | -------------------------------------- | -------------------------------------- | -------------------------------------- | -------------------------------------- | -------------------------------------- |
| 1998 | Atlantic City Surf                     | Bridgeport Bluefish                    | 3-1                                    | Chris Eddy                             |                                        |
| 1999 | Bridgeport Bluefish                    | Somerset Patriots                      | 3-0                                    | Duane Singleton                        |                                        |
| 2000 | Nashua Pride                           | Somerset Patriots                      | 3-0                                    | D.J Boston                             |                                        |
| 2001 | Somerset Patriots                      | Newark Bears                           | 3-2                                    | Robert Dodd                            |                                        |
| 2002 | Newark Bears                           | Bridgeport Bluefish                    | 3-0                                    | Jimmy Hurst                            |                                        |
| 2003 | Somerset Patriots (2)                  | Nashua Pride                           | 3-2                                    | Jeff Nettles                           |                                        |
| 2004 | Long Island Ducks                      | Camden Riversharks                     | 3-0                                    | Justin Davies                          |                                        |
| 2005 | Somerset Patriots (3)                  | Nashua Pride                           | 3-0                                    | Mark DiFelice                          |                                        |
| 2006 | Lancaster Barnstormers                 | Bridgeport Bluefish                    | 3-0                                    | Jeremy Todd                            |                                        |
| 2007 | Newark Bears (2)                       | Somerset Patriots                      | 3-1                                    | José Herrera                           |                                        |
| 2008 | Somerset Patriots (4)                  | Camden Riversharks                     | 3-1                                    | Brandon Larson                         |                                        |
| 2009 | Somerset Patriots (5)                  | Southern Maryland Blue Crabs           | 3-1                                    | Jeff Nettles (2)                       |                                        |
| 2010 | York Revolution                        | Bridgeport Bluefish                    | 3-0                                    | Ramón Castro                           |                                        |
| 2011 | York Revolution (2)                    | Long Island Ducks                      | 3-2                                    | Vince Harrison                         |                                        |
| 2012 | Long Island Ducks (2)                  | Lancaster Barnstormers                 | 3-2                                    | Dan Lyons                              |                                        |
| 2013 | Long Island Ducks (3)                  | Somerset Patriots                      | 3-2                                    | John Brownell                          |                                        |
| 2014 | Lancaster Barnstormers (2)             | Sugar Land Skeeters                    | 3-0                                    | Gabe Jacobo                            |                                        |
| 2015 | Somerset Patriots (6)                  | Southern Maryland Blue Crabs           | 3-1                                    | Roy Merritt                            |                                        |
| 2016 | Sugar Land Skeeters                    | Long Island Ducks                      | 3-0                                    | Juan Martínez                          |                                        |
| 2017 | York Revolution (3)                    | Long Island Ducks                      | 3-0                                    | Telvin Nash / Chase Huchingson         |                                        |
| 2018 | Sugar Land Skeeters (2)                | Long Island Ducks                      | 3-2                                    | James Russell                          |                                        |
| 2019 | Long Island Ducks (4)                  | Sugar Land Skeeters                    | 3-2                                    | Deibinson Romero                       |                                        |
| 2020 | Temporada cancelada debido al COVID-19 | Temporada cancelada debido al COVID-19 | Temporada cancelada debido al COVID-19 | Temporada cancelada debido al COVID-19 | Temporada cancelada debido al COVID-19 |